# Юдчиць Євген Олександрович
Євген Олександрович Юдчиць (біл. Яўген Аляксандравіч Юдчыц; нар. 25 листопада 1996, Береза, Берестейська область, Білорусь) — білоруський футболіст, захисник клубу «Динамо-Берестя».

## Клубна кар'єра
Вихованець ДЮСШ-1 міста Береза. Професіональну кар'єру розпочав 2014 року в складі мінської «Зірки-БДУ». У 2015 році здебільшого виходив на заміну, а з липня почав з'являтися у стартовому складі, але у вересні перестав виходити на поле через травму. Сезон 2016 року розпочав у стартовому складі, але в липні знову отримав травму та вибув до червня 2017 року (тоді команда змінила назву на «Енергетик-БДУ»). Незабаром після повернення знову став гравцем основи. У 2018 році був гравцем стартового складу, відзначився 13-ма голами в Першій лізі та допоміг команді вийти у Вищу лігу. Дебют у Вищій лізі відбувся 31 березня 2019 року у матчі проти «Слуцька» (0:0). У Вищій лізі залишався одним з основних гравців «студентів», але частіше почав виступати на позиції півзахисника або флангового захисника. У січні 2021 року продовжив контракт із столичним клубом, на початку сезону 2021 року став капітаном команди. 
У липні 2021 року залишив «Енергетик-БДУ». Незабаром після цього почав тренуватися з «Динамо-Берестя», з яким зрештою й підписав контракт до кінця сезону.

## Статистика виступів
| Сезон    | Дивізіон | Клуб            | Країна   | Матчі | Голи |
| -------- | -------- | --------------- | -------- | ----- | ---- |
| 2014     | Д2       | «Зірка-БДУ»     | Білорусь | 16    | 3    |
| 2015     | Д2       | «Зірка-БДУ»     | Білорусь | 14    | 2    |
| 2016     | Д2       | «Зірка-БДУ»     | Білорусь | 11    | 2    |
| 2017     | Д2       | «Енергетик-БДУ» | Білорусь | 18    | 8    |
| 2018     | Д2       | «Енергетик-БДУ» | Білорусь | 28    | 13   |
| 2019     | Д1       | «Енергетик-БДУ» | Білорусь | 26    | 3    |
| 2020     | Д1       | «Енергетик-БДУ» | Білорусь | 24    | 5    |
| 2021 (1) | Д1       | «Енергетик-БДУ» | Білорусь | 13    | 1    |